# Nāḩiyat aḑ Ḑumayr
Nāḩiyat aḑ Ḑumayr (arabiska: ناحية الضمير) är ett subdistrikt i Syrien.   Det ligger i provinsen Rif Dimashq, i den södra delen av landet, 80 km öster om huvudstaden Damaskus.
Trakten runt Nāḩiyat aḑ Ḑumayr är ofruktbar med lite eller ingen växtlighet. Runt Nāḩiyat aḑ Ḑumayr är det ganska tätbefolkat, med 75 invånare per kvadratkilometer.